# NGC 4476
NGC 4476 هي مجرة محدبة تبعد حوالي 60 مليون سنة ضوئية تقع في كوكبة العذراء. تم اكتشافها من قبل عالم الفلك ويليام هيرشيل في 12 أبريل 1784. والمجرة عضو في مجموعة عنقودالعذراءالمجري.

## قرص الغبار
NGC 4476 لديه قرص يميل للغاية من القرص الذي يحيط بالنواة.

## متوسط بين النجوم
NGC 4476 يوجد بها نقص للغاية في الهيدروجين المحايد. هذا قد يكون ناجما عن تفاعل المد مع مجرة أخرى أو عن طريق ضغط الدفع الناجم عن وسط مجري من عنقود العذراء المجري. لأن NGC 4476 تبدو أنها تقع بالقرب من مسييه 87، وهناك العديد من المجرات في المنطقة المجاورة التي قد تفاعلت معها. ومع ذلك، لا تظهر الصور البصرية للمجرة أي دليل على التفاعل ومن غير المرجح أن يمثل نقص الهيدروجين .
من المرجح أن يكون النقص في الهيدروجين الذري المحايد بسبب تجريد ضغط الدفع الناجم عن وسط مجري أثناء سفره على مدار شعاعي شديد عبر مركز مجموعة عنقود العذراء المجري. ومع ذلك مسافة المجرة من مسييه 87 والتخلص من ضغط الدفع لوحظ على NGC 4476 بأنها ليست كافية لتسبب آثار على وسط المجرة بين النجوم. والمثير للدهشة، هناك غياب H I في المناطق الداخلية من المجرة. هذا قد يشير إلى أن الظروف المادية لل ISM من NGC 4476 مختلفة جدا عن تلك التي توجد بالعذراء العنقودية اللولبية.

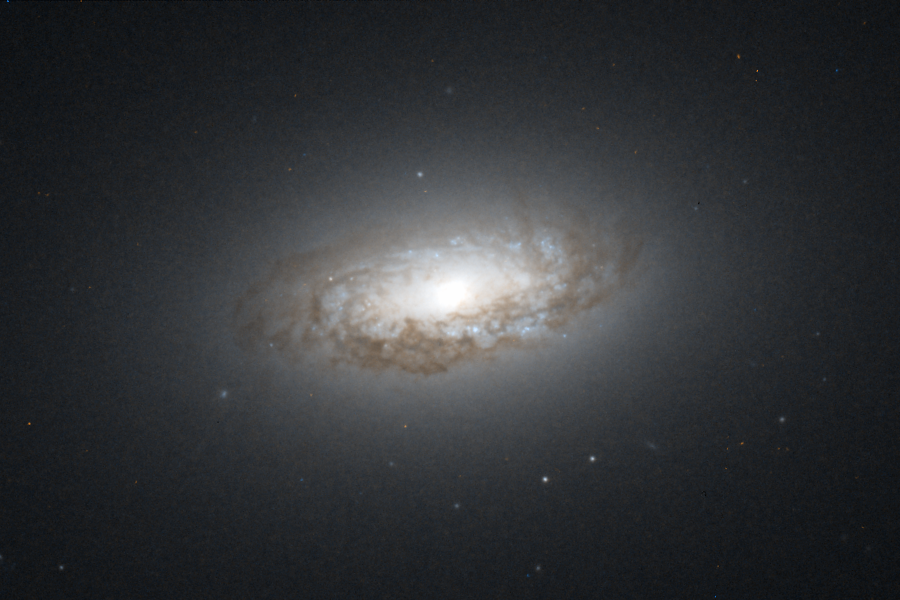
صورة NGC 4476 من مرصد هابل

## وصلات خارجية
- NGC 4476 على موقع ويكي سكاي: DSS2, SDSS, GALEX, IRAS, Hydrogen α, X-Ray, Astrophoto, Sky Map, Articles and images